# Société de géographie d'Égypte
La Société de géographie d'Égypte est créée par un décret du khédive Ismaïl Pacha le 19 mai 1875. 

## Historique
Ismaïl Pacha, khédive d'Égypte, fonde la société de géographie : « Compte tenu de l'utilité pour la science géographique et pour les intérêts industriels et commerciaux de l'Égypte, de promouvoir l'exploration des pays d'Afrique et des terres adjacentes, nous décrétons la fondation de la Geographic Society au Caire ». La société doit « étudier toutes les branches de la géographie et faire la lumière sur des pays encore inexplorés ou peu connus ».
Son premier président est le botaniste, voyageur et ethnologue allemand Georg August Schweinfurth. Fondée sous le nom de société khédiviale de géographie, son nom est modifié à plusieurs reprises, d'abord khediéviale, puis sultanienne, puis royale, ces changements de noms reflétant l'évolution du statut politique du pays. Son nom actuel de société de géographie d'Égypte lui est donné après la révolution égyptienne de 1952.